# Ryuichi Sugiyama
Ryuichi Sugiyama (杉山 隆一, Sugiyama Ryuichi, Shizuoka, 4 juli 1941) is een Japans voormalig voetballer die als aanvaller speelde.

## Clubcarrière
In 1962 ging Sugiyama naar de Meiji University, waar hij in het schoolteam voetbalde. Nadat hij in 1966 afstudeerde, ging Sugiyama spelen voor Mitsubishi Motors. Met deze club werd hij in 1969 en 1973 kampioen van Japan. Sugiyama veroverde er in 1971 en 1973 de Beker van de keizer. In 8 jaar speelde hij er 115 competitiewedstrijden en scoorde 41 goals. Sugiyama beëindigde zijn spelersloopbaan in 1973.

## Japans voetbalelftal
Ryuichi Sugiyama debuteerde in 1961 in het Japans nationaal elftal en speelde 56 interlands, waarin hij 15 keer scoorde.

## Statistieken
| Japans voetbalelftal | Japans voetbalelftal | Japans voetbalelftal |
| Jaar                 | Wed.                 | Dlp.                 |
| -------------------- | -------------------- | -------------------- |
| 1961                 | 3                    | 0                    |
| 1962                 | 6                    | 0                    |
| 1963                 | 5                    | 1                    |
| 1964                 | 2                    | 1                    |
| 1965                 | 4                    | 3                    |
| 1966                 | 6                    | 2                    |
| 1967                 | 5                    | 4                    |
| 1968                 | 4                    | 1                    |
| 1969                 | 4                    | 0                    |
| 1970                 | 11                   | 1                    |
| 1971                 | 6                    | 2                    |
| Totaal               | 56                   | 15                   |